# جونيان (ترجان سقز)
قرية جونيان (بالكردية: جونیان) هي إحدى القرى التابعة لـترجان في ريف قسم مركزي من مقاطعة سقز، في محافظة كردستان الإيرانية.

## السكان
حسب إحصاءات سنة 2006، بلغ إجمالي السكان في جونيان 61 نسمة وعدد المساكن 10 مسكن. لغة سكان جونيان هي اللغة الكردية و هم من أهل السنة والجماعة والمذهب الشافعي.